# Homéomorphisme
Cet article concerne l'homéomorphisme en topologie. Pour l'homéomorphisme en théorie des graphes, voir Homéomorphisme de graphes.

Une tasse est homéomorphe à un tore.

En topologie, un homéomorphisme est une application bijective continue, d'un espace topologique dans un autre, dont la bijection réciproque est continue (une telle application est aussi dite « bicontinue »). Dans ce cas, les deux espaces topologiques sont dits homéomorphes.
La notion d'homéomorphisme est la bonne notion pour dire que deux espaces topologiques sont « le même » vu différemment. C'est la raison pour laquelle les homéomorphismes sont les isomorphismes de la catégorie des espaces topologiques.

## Théorème
Soit {\displaystyle X} et {\displaystyle Y} des espaces topologiques, {\displaystyle f} une application bijective de {\displaystyle X} sur {\displaystyle Y}. Les conditions suivantes sont équivalentes :
- {\displaystyle f} et {\displaystyle f^{-1}} sont continues ;
- pour qu'une partie de {\displaystyle X} soit ouverte, il faut et il suffit que son image dans {\displaystyle Y} par {\displaystyle f} soit ouverte[1].

## Propriétés
- Une bijection continue est un homéomorphisme si et seulement si elle est ouverte ou fermée (elle est alors les deux).
- Soient K un espace topologique compact, E un espace topologique séparé, et f : K  →  E  une bijection continue. Alors f est un homéomorphisme. En particulier, E est un compact.En effet, tout fermé F de K est compact ; comme E est séparé, l'image de F par f est compacte, a fortiori fermée dans E. Donc, f est une bijection continue fermée, i.e. un homéomorphisme par le point précédent.
- Une bijection continue n'est pas toujours un homéomorphisme (voir l'article Comparaison de topologies). Par exemple, l'application{\displaystyle f:\left[0,2\pi \right[\to S^{1},~t\mapsto (\cos t,\sin t)}est une bijection continue mais sa réciproque n'est pas continue en (1, 0). En fait, il n'existe aucun homéomorphisme entre le cercle S1 et une partie de ℝ (par des arguments de connexité ou de simple connexité).

## Définitions associées
Une application f : X  →  Y est un homéomorphisme local (en) si tout point de X appartient à un ouvert V tel que f(V) soit ouvert dans Y et que f donne, par restriction, un homéomorphisme de V sur f(V). Une telle application est continue et ouverte.
Exemples
- Tout revêtement est un homéomorphisme local.
- Pour tout ouvert X de Y, l'inclusion X  →  Y est un homéomorphisme local.
- Toute composée X  →  Z d'homéomorphismes locaux X  →  Y et Y  →  Z est un homéomorphisme local.
- Toute réunion disjointe ∐i∈IXi →  Y d'homéomorphismes locaux Xi →  Y est un homéomorphisme local.
- Tout quotient X/~ →  Y d'un homéomorphisme local X →  Y par une relation d'équivalence ~ compatible et ouverte est un homéomorphisme local.[réf. souhaitée] (Cf. la « droite réelle avec un point double ».)
- Tout difféomorphisme local d'une variété dans une autre est un homéomorphisme local.

Une propriété topologique est une propriété qui est invariante par homéomorphismes.

## Exemples
- Tout difféomorphisme est un homéomorphisme.
- Un cercle et un carré sont homéomorphes (par translation suivie d'une projection centrale).
- La sphère de Riemann privée de son pôle nord est homéomorphe au plan[1] : un homéomorphisme est ici la projection stéréographique.
- Le tore de dimension 1 et le cercle unité[1] (ou tout autre cercle de rayon non nul) sont homéomorphes.
- Un cylindre et un ruban de Möbius  ne sont pas homéomorphes[2].